# Komarovo
Komarovo (rusă: Комарово; finlandeză: Kellomäki) este un oraș din regiunea Leningrad, Rusia, situat pe istmul Careliei, pe malul nordic al Golfului Finic la 45 de kilometri de orașul Sankt Petersburg căruia îi este subordonat pe linie administrativă.
1. ↑  Q26842998, accesat în 27 octombrie 2016